# Трансантарктична експедиція Британської Співдружності

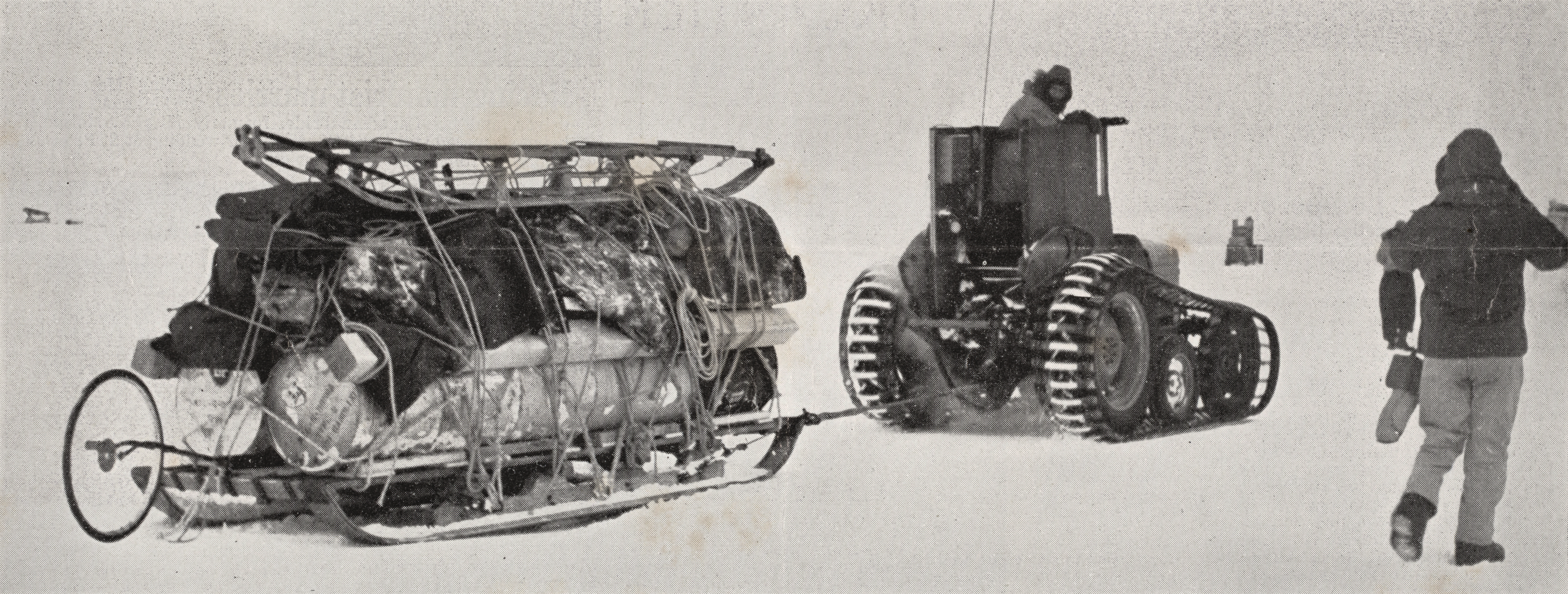
Трактор на базі Скотта починає свою подорож до Полярного плато

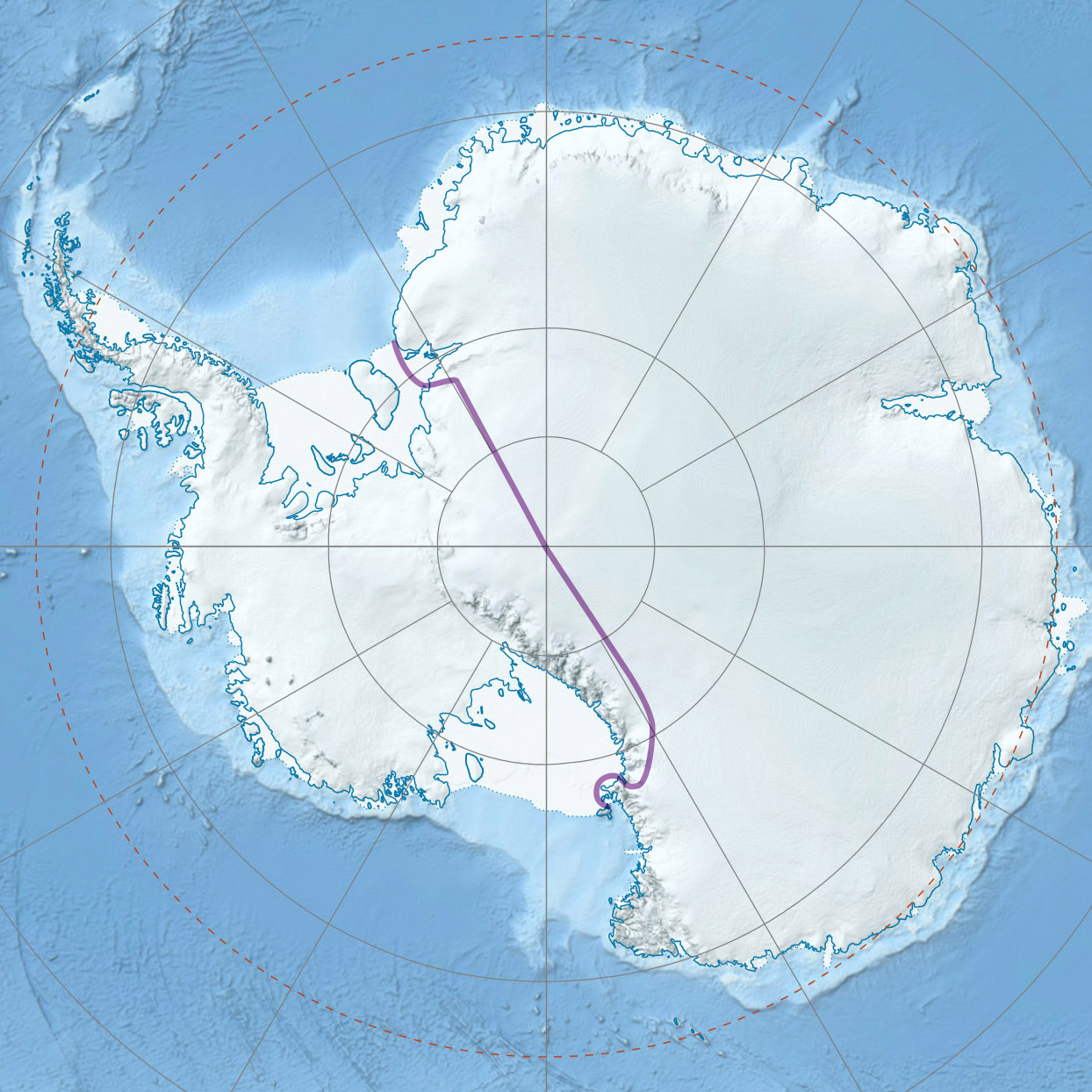
Мапа експедиції

Трансантарктична експедиція Британської Співдружності (англ. Commonwealth Trans-Antarctic Expedition) — перша експедиція, що перетнула Антарктиду через Південний полюс. Здійснена під керівництвом Едмунда Гілларі та Вівіана Фукса у 1955-58 роках. Це була перша експедиція, що досягла Південного полюсу на машинах (подорож була здійснена за допомогою тракторів Ferguson TE20, Tucker Sno-Cat,  Weasel, Muskeg).

## Підготовка
Експедиція мала повторити героїчну спробу Шеклтона перетнути Антарктиду під час Імперської трансантарктичної експедиції у 1914-1917 роках. Цю нову експедицію фінансувала Британська Співдружність. Її підтримали уряди Великої Британії, Нової Зеландії, США, Австралії та Південної Африки, а також зібрала багато пожертвувань під патронатом королеви Єлизавети II.  
Влітку 1955 року перша партія прибула в Антарктиду для будівництва бази Шеклтон біля моря Ведделла. Частину запасів було втрачено, оскільки крига, на якій їх вивантажили, відкололася. 
З іншого боку Антарктиди у протоці Мак-Мердо Гілларі заснував базу Скотт, яка мала бути пунктом призначення експедиції. Задачами цієї частини експедиції були: дослідження безпечного маршруту для команди Фукса та розміщення запасів на їх шляху по Полярному плато. Команда Гілларі справилася з задачами і вирішила самостійно дістатися південного полюсу, де нещодавно була встановлена станція Амундсен-Скотт. Це була третя після Амундсена та Скотта наземна експедиція, що досягнула Південного полюсу. 

## Експедиція
У 1956 році Фукс прибув з додатковими запасами в Антарктиду. Перезимувавши на базі Шеклтон, у листопаді 1957 року 12 чоловік на 6-ти тракторах вирушили в дорогу. Експедиція досягнула пункту призначення 2 березня 1958 року, проїхавши 3473 км за 99 днів. 

## Наслідки
Вівіан Фукс був посвячений в лицарі.

## Галерея

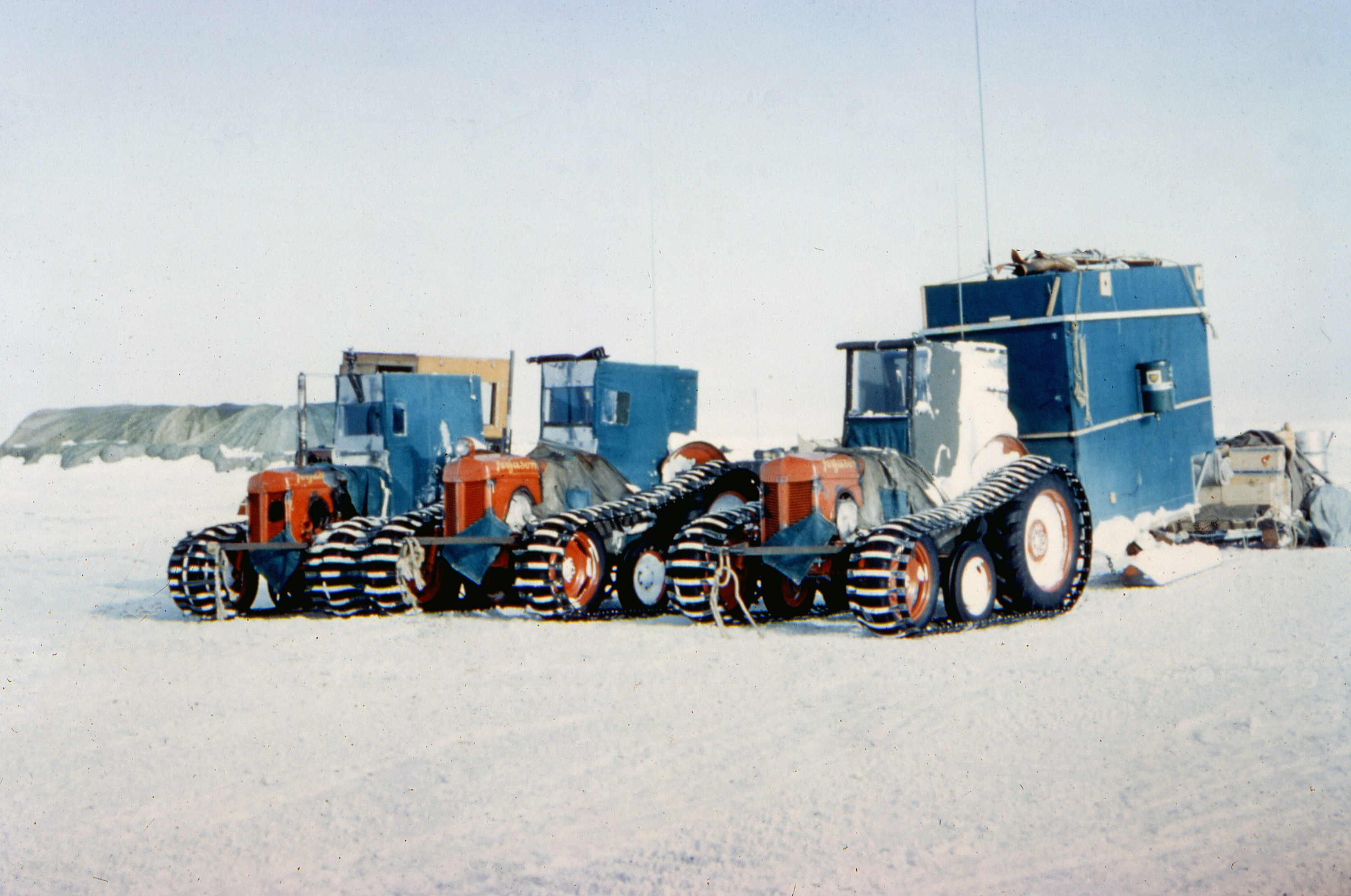
Трактори
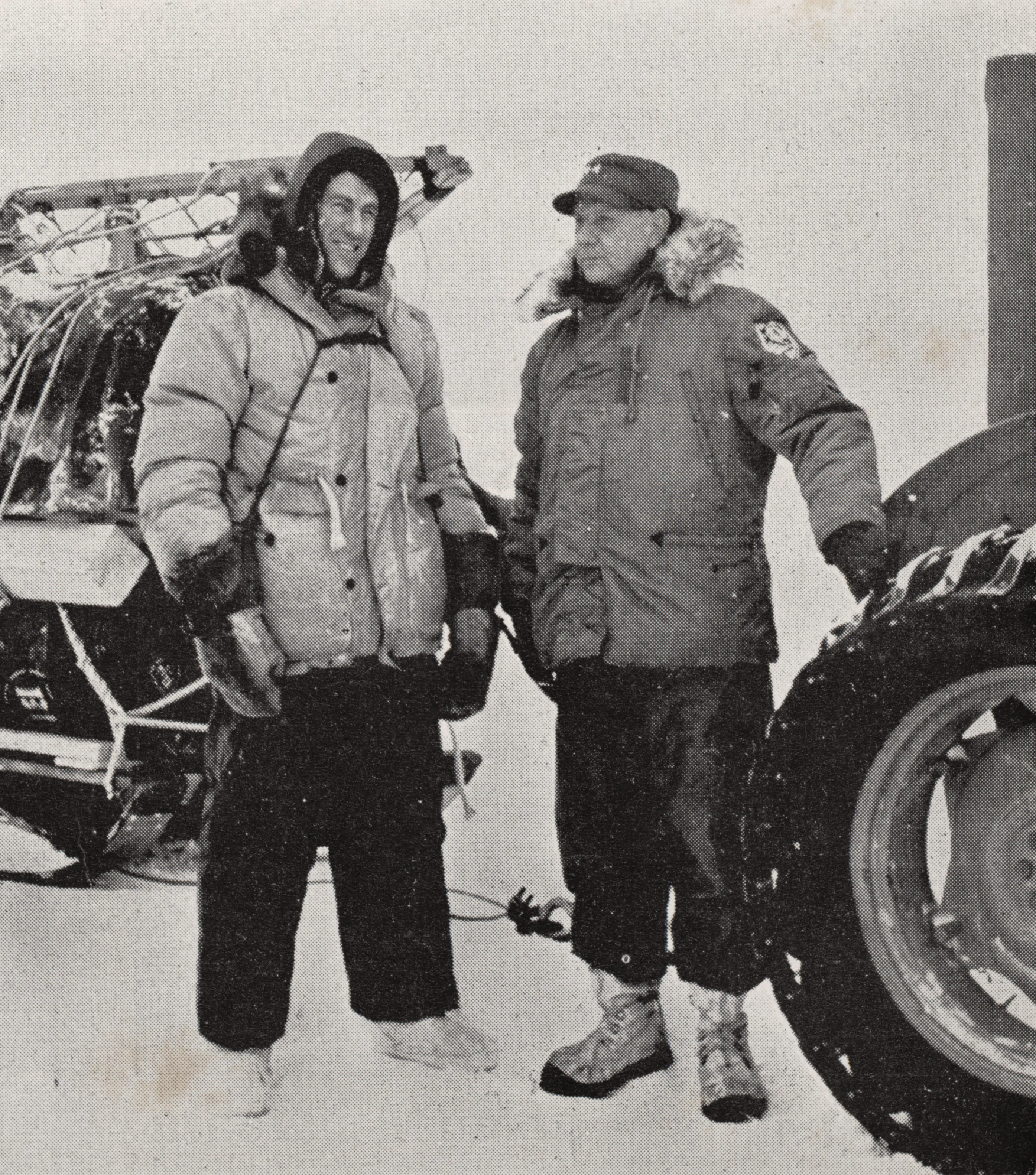
Сер Едмунд Гілларі з контр-адміралом Джорджем Дюфеком на базі Скотта
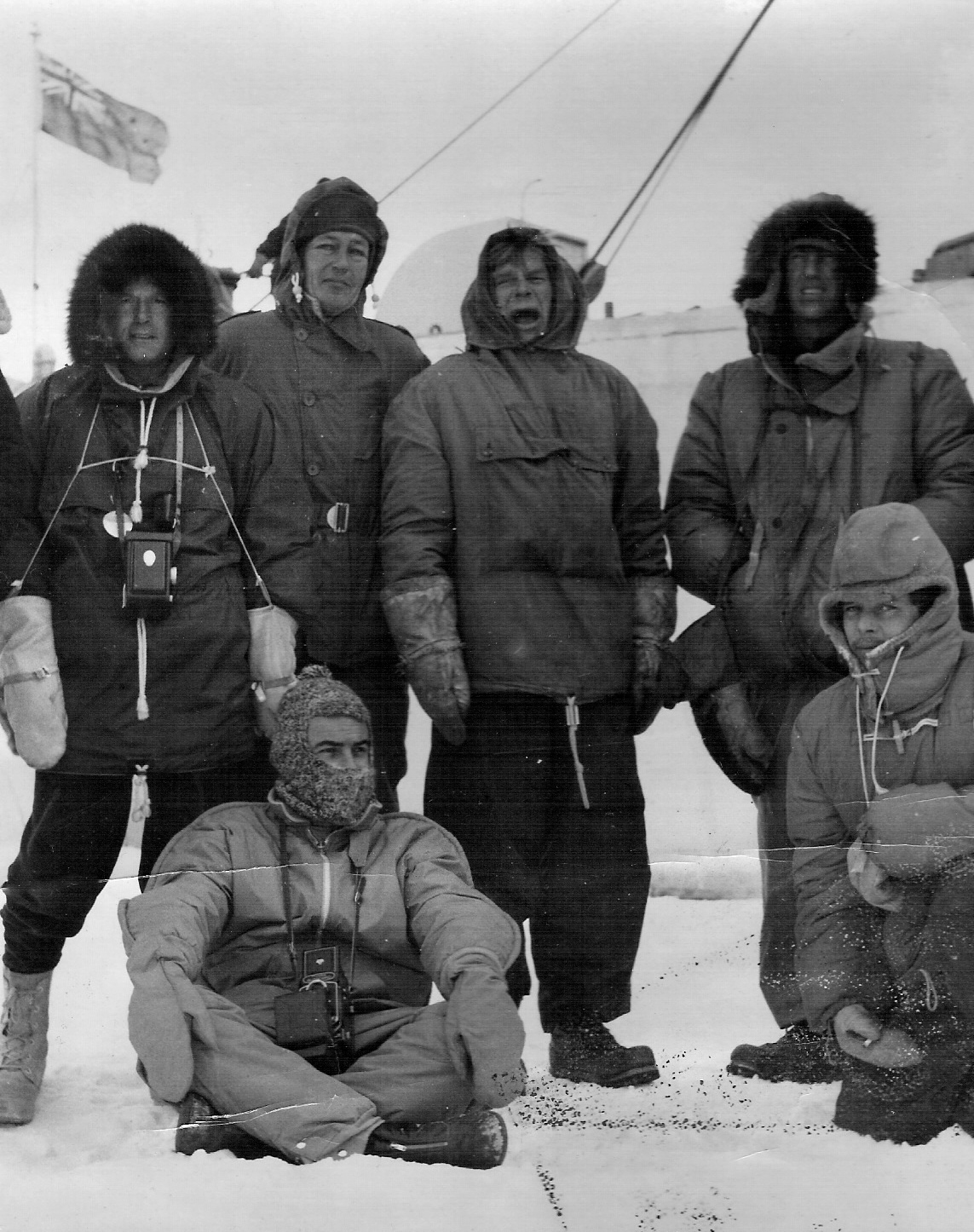
В. Стенлі-Мосс, Вівіан Фукс, Едмунд Гілларі та ін., База Скотт, Антарктида, 1958
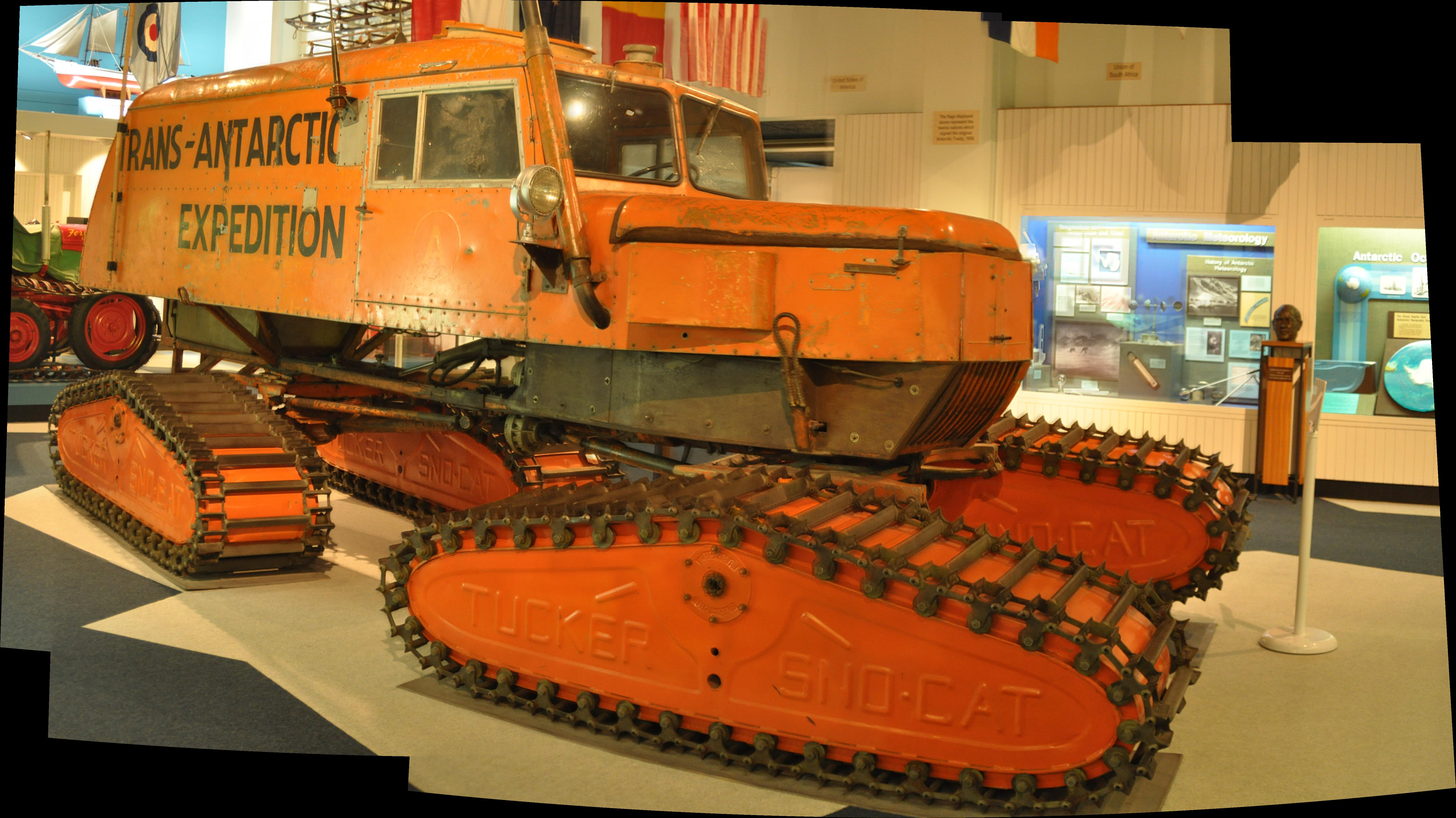
Tucker sno-cat